# Vision Thing
| Recensione         | Giudizio |
| ------------------ | -------- |
| AllMusic           | [ 2 ]    |
| AllMusic(ristampa) |          |
| Classic Rock       | [ 3 ]    |
| Q                  | buono    |

Vision Thing è il terzo e ultimo album in studio del gruppo gothic rock inglese The Sisters of Mercy, pubblicato nel 1990 dalla EMI Music Publishing/Eldritch Boulevard.

## Tracce
Testi e musiche di Eldritch, eccetto ove indicato.
1. Vision Thing – 4:35
2. Ribbons – 5:25
3. Detonation Boulevard – 3:49 (Eldritch, Bruhn)
4. Something Fast – 4:36
5. When You Don't See Me – 4:51 (musica: Eldritch, Bruhn)
6. Doctor Jeep – 4:39 (musica: Eldritch, Bruhn)
7. More – 8:22 (Eldritch, Steinman)
8. I Was Wrong – 6:03

Tracce bonus rimasterizzazione CD 2006
1. You Could Be the One - 4:01 (musica: Eldritch, Bruhn)
2. When You Don't See Me (Remix) - 4:43 (musica: Eldritch, Bruhn)
3. Doctor Jeep (Extended Version) - 8:59 (musica: Eldritch, Bruhn)
4. Ribbons (Live) - 4:25
5. Something Fast (Live) - 3:02

## Formazione
- Andrew Eldritch - voce, chitarra
- Andreas Bruhn - chitarra
- Tim Bricheno - chitarra
- Tony James - basso
- Doktor Avalanche (drum machine) - batteria

### Altri musicisti
- John Perry - chitarra in Detonation Boulevard
- Maggie Reilly - cori

### Produzione
- Steven Rinkoff - ingegneria del suono
- Mark Freegard - registrazione
- Peter One - assistenza ingegneria e alla registrazione
- Tony James - disegno di copertina
- Dave Schultz - rimasterizzazione